# Arcidiecéze Évora
Arcidiecéze Évora (latinsky Archidioecesis Eborensis, portugalsky Arquidiocese de Évora) je metropolitní arcidiecéze římskokatolické církve se sídlem v portugalském městě Évora. Jejím katedrálním chrámem je Nanebevzetí P. Marie.

## Církevní provincie
Arcidiecéze je sídlem církevní provincie, která je tvořena následujícími diecézemi:
- Arcidiecéze Évora se sufragánními diecézemi:
  - Diecéze Faro
  - Diecéze Beja

## Stručná historie
Diecéze vznikla v Évoře zřejmě již ve 3. století, biskup z Évory se účastnil synodu v Elvíře roku 306. Po dobytí Araby v průběhu muslimské invaze diecéze zanikla, v průběhu reconquisty byla obnovena (1166). Původně byla podřízena jako sufragánní arcidiecézi v Braze, od roku 199[ujasnit] metropolitovi v Santiagu de Compostela. V roce 1540 byla povýšena na metropolitní arcidiecézi.